# Federació d'Estudiants Nagues
La Federació d'Estudiants Nagues (Naga Students Federation NSF) és una organització dels estudiants nagues formada el 29 d'octubre de 1947 per iniciativa de T. Aliba Imti i sota la presidència de Z. Ahu.
Al país dels nagues no hi havia fins al 1940 cap escola superior i molt poques mitjanes (cap als Naga Hills) i els joves educats havien d'estudiar a Jorhat, Guwahati, Shillong, o fins i tot a Calcuta. Els esdeveniments que van portar a la independència del Nagaland i la seva ocupació pels indis va crear un sentiment de cooperació entre els alumnes nagues d'arreu. Així es va formar unions d'estudiants a Jorhat i Shillong el 1939. La primera reunió es va fer el 7 de maig de 1947 a Kohima amb estudiants dels angami, ao, sema i lotha, però la fundació no fou possible fins al 29-30 d'octubre següent. La segona reunió va tenir lloc el 13-15 d'octubre de 1948, però després hi va haver una aturada d'activitats per la imposició del govern militar indi als Naga Hills. La situació va durar 17 anys fins a reviure el 1965. Va passar llavors per conflictes interns, per finalment reorganitzar-se el 1971 i en endavant fou la base de totes les organitzacions d'estudiants nagues.

## Bandera
La bandera de l'organització és una tricolor horitzontal, verda, blanca i negra; al centre l'emblema